# Équipe d'Espagne de football à la Coupe du monde 2002
Cet article relate le parcours de l'Espagne lors de la Coupe du monde de football 2002 organisée en Corée du Sud et au Japon du 31 mai au 30 juin 2002.
La Roja s'est qualifiée pour cette Coupe du monde en terminant première et invaincue du groupe 7 de la zone Europe.
Lors du premier tour de l'épreuve, la sélection espagnole termine à la première place de son groupe grâce à trois victoires sur la Slovénie, le Paraguay et l'Afrique du Sud. En huitièmes de finale, elle a besoin de la séance des tirs au but pour se défaire de l'Irlande. Son parcours s'achève en quart de finale où elle est battue par un des deux pays organisateurs, la Corée du Sud. Celle-ci s'impose aux tirs au but au terme d'un match marqué par des polémiques sur l'arbitrage.
L'Espagne, en atteignant les quarts de finale, réalise alors une de ses meilleures performances en Coupe du monde. C'est en effet la quatrième fois, après 1934, 1986 et 1994 que la Roja atteint ce stade de la compétition, la meilleure performance du pays à cette date étant une quatrième place obtenue en 1950.

## Qualification

### Groupe 7 de la zone Europe
Les qualifications pour la Coupe du monde de 2002 débutent en septembre 2000. Pour son premier match, l'Espagne s'impose en Bosnie-Herzégovine et prend donc la tête de son groupe avec Israël. Dès le match suivant, l'Espagne prend de l'avance au classement grâce à sa victoire contre Israël. La sélection fait ensuite match nul en Autriche et bat le Liechtenstein 5 à 0. Fin avril 2001, l'Espagne est cependant deuxième au classement avec 10 points en 4 matchs alors que l'Autriche en a 11 mais avec 5 matchs joués. En juin 2001, l'Espagne bat la Bosnie et fait match nul en Israël. La Roja reprend la tête du classement, l'Autriche ne jouant pas lors de cette période. En septembre, la sélection ibérique prend définitivement la tête de son groupe en battant l'Autriche 4 à 0 à Valence puis le Liechstenstein 2 à 0. La sélection espagnole termine donc son groupe de qualification en tête de son groupe avec 20 points en 8 matchs avec une différence de buts de + 17, l'Autriche étant deuxième avec 15 points. L'Autriche est ensuite éliminée lors des barrages de la zone Europe par la Turquie (1-0 puis 5-0).
| Rang | Équipe             | Pts | J | G | N | P | Bp | Bc | Diff |  | Résultats (▼ dom., ► ext.) |     |     |     |     |     |
| ---- | ------------------ | --- | - | - | - | - | -- | -- | ---- |  | -------------------------- | --- | --- | --- | --- | --- |
| 1    | Espagne            | 20  | 8 | 6 | 2 | 0 | 21 | 4  | +17  |  | Espagne                    |     | 4-0 | 2-0 | 4-1 | 5-0 |
| 2    | Autriche           | 15  | 8 | 4 | 3 | 1 | 10 | 8  | +2   |  | Autriche                   | 1-1 |     | 2-1 | 2-0 | 2-0 |
| 3    | Israël             | 12  | 8 | 3 | 3 | 2 | 11 | 7  | +4   |  | Israël                     | 1-1 | 1-1 |     | 3-1 | 2-0 |
| 4    | Bosnie-Herzégovine | 8   | 8 | 2 | 2 | 4 | 12 | 12 | 0    |  | Bosnie-Herzégovine         | 1-2 | 1-1 | 0-0 |     | 5-0 |
| 5    | Liechtenstein      | 0   | 8 | 0 | 0 | 8 | 0  | 23 | -23  |  | Liechtenstein              | 0-2 | 0-1 | 0-3 | 0-3 |     |

### Buteurs
| Pos | Joueur             | Pays    | Buts |
| --- | ------------------ | ------- | ---- |
| 1   | Raúl               | Espagne | 4    |
| 2   | Fernando Hierro    | Espagne | 3    |
| 2   | Gaizka Mendieta    | Espagne | 3    |
| 4   | Diego Tristán      | Espagne | 2    |
| 4   | Gerard             | Espagne | 2    |
| 4   | Fernando Morientes | Espagne | 2    |
| 7   | Rubén Baraja       | Espagne | 1    |
| 7   | Joseba Etxeberría  | Espagne | 1    |
| 7   | Iván Helguera      | Espagne | 1    |
| 7   | Javi Moreno        | Espagne | 1    |
| 7   | Miguel Ángel Nadal | Espagne | 1    |

Raúl est le meilleur buteur de la phase de qualification de la sélection espagnole avec quatre buts inscrits contre le Liechtenstein à domicile, la Bosnie à domicile, en Israël et au Liechtenstein.
Fernando Hierro et Gaizka Mendieta le suivent au classement avec 3 buts. Hierro marque tout d'abord lors du match à domicile contre Israël puis marque un but contre le Liechtenstein alors que Mendieta réalise lui un doublé. Hierro marque ensuite un but à domicile contre la Bosnie alors que Mendieta en fait de même contre l'Autriche.
Avec chacun deux buts, Diego Tristán, Gerard et Fernando Morientes figurent dans la suite du classement. Gerard marque un but dans les deux premiers matchs de qualification, en Bosnie puis à domicile contre Israël. Diego Tristán marque ensuite contre la Bosnie. Contre l'Autriche, Tristán ouvre la marque, Morientes d'inscrivant ensuite un doublé.
Rubén Baraja, Joseba Etxeberría, Iván Helguera, Javi Moreno et Miguel Ángel Nadal sont les autres joueurs à avoir marqué un but pour leur sélection lors de ces éliminatoires. Lors du premier match, Etxeberría inscrit le but vainqueur de son équipe en Bosnie, Baraja égalise lors du match nul en Autriche, Iván Helguera ouvre le score contre le Liechtenstein, Javi Moreno marque le troisième but lors du match retour contre la Bosnie. Enfin, Nadal marque le vingt-et-unième et dernier but de son équipe lors des qualifications en clôturant le score au Liechtenstein.

## L'avant Coupe du monde

### Matchs amicaux de préparation
| Match amical                                 | Espagne  | 1 - 0   | Mexique | Stade Nuevo Colombino Huelva, Espagne             |                                                   |
| 14 novembre 2001 · Historique des rencontres | Raúl 73e | (0 - 0) |         | Spectateurs : 20 000 Arbitrage : Domenico Messina | Spectateurs : 20 000 Arbitrage : Domenico Messina |
| 14 novembre 2001 · Historique des rencontres | Rapport  |         |         | Spectateurs : 20 000 Arbitrage : Domenico Messina | Spectateurs : 20 000 Arbitrage : Domenico Messina |

| Match amical                                | Espagne       | 1 - 1   | Portugal        | Stade olympique Lluís-Companys Barcelone, Espagne    |                                                      |
| 13 février 2002 · Historique des rencontres | Morientes 40e | (1 - 1) | Jorge Costa 29e | Spectateurs : 48 200 Arbitrage : Alexandru Dan Tudor | Spectateurs : 48 200 Arbitrage : Alexandru Dan Tudor |
| 13 février 2002 · Historique des rencontres | Rapport       |         |                 | Spectateurs : 48 200 Arbitrage : Alexandru Dan Tudor | Spectateurs : 48 200 Arbitrage : Alexandru Dan Tudor |

| Match amical                             | Pays-Bas       | 1 - 0   | Espagne | De Kuip Rotterdam, Pays-Bas                        |                                                    |
| 27 mars 2002 · Historique des rencontres | F. de Boer 32e | (1 - 0) |         | Spectateurs : 40 000 Arbitrage : Karl-Erik Nilsson | Spectateurs : 40 000 Arbitrage : Karl-Erik Nilsson |
| 27 mars 2002 · Historique des rencontres | Rapport        |         |         | Spectateurs : 40 000 Arbitrage : Karl-Erik Nilsson | Spectateurs : 40 000 Arbitrage : Karl-Erik Nilsson |

| Match amical                              | Irlande du Nord | 0 - 5   | Espagne                                                | Windsor Park Belfast, Irlande du Nord        |                                              |
| 17 avril 2002 · Historique des rencontres |                 | (0 - 1) | Raúl 22e, 54e · Baraja 48e · Puyol 69e · Morientes 78e | Spectateurs : 20 000 Arbitrage : Kenny Clark | Spectateurs : 20 000 Arbitrage : Kenny Clark |
| 17 avril 2002 · Historique des rencontres | Rapport         |         |                                                        | Spectateurs : 20 000 Arbitrage : Kenny Clark | Spectateurs : 20 000 Arbitrage : Kenny Clark |

### Joueurs retenus pour la Coupe du monde
La liste des 23 joueurs retenus est annoncée par le sélectionneur José Antonio Camacho le 13 mai 2002. Au moment de cette annonce, 18 joueurs semblent certain d'en faire partie à la suite d'une déclaration de Camacho un mois auparavant. La sélection finale annoncée, les cinq joueurs s'ajoutant aux 18 sont Ricardo López, Enrique Romero, Xavi Hernández, Luis Enrique et Albert Luque, ce dernier ayant comme particularité d'être le seul joueur de l'équipe à n'avoir encore jamais évolué en sélection. Les absents notables sont alors le défenseur Manuel Pablo, Josep Guardiola, ainsi que Sergi, capitaine du FC Barcelone, tous trois blessés. Camacho déclare à propos de Guardiola qu'« il était un des élus ». Quelques jours plus tard, le gardien Santiago Cañizares se sectionne un tendon en voulant ramasser une bouteille de parfum et doit donc déclarer forfait. Il est remplacé numériquement par Pedro Contreras et Iker Casillas devient alors titulaire au poste de gardien.
| Numéro / Nom       | Numéro / Nom         | Équipe               | Sél. (but)      | Date de naissance | J.              |                 |                 |                 |                 |
| Gardiens de but    | Gardiens de but      | Gardiens de but      | Gardiens de but | Gardiens de but   | Gardiens de but | Gardiens de but | Gardiens de but | Gardiens de but | Gardiens de but |
| ------------------ | -------------------- | -------------------- | --------------- | ----------------- | --------------- | --------------- | --------------- | --------------- | --------------- |
| 1                  | Iker Casillas        | Real Madrid CF       | 13 (0)          | 20 mai 1981       | 5               | 0               | 0               | 0               | 0               |
| 13                 | Ricardo López        | Real Valladolid      | 1 (0)           | 31 décembre 1971  | 0               | 0               | 0               | 0               | 0               |
| 23                 | Pedro Contreras      | Málaga CF            | 1 (0)           | 7 janvier 1972    | 0               | 0               | 0               | 0               | 0               |
| Défenseurs         |                      |                      |                 |                   |                 |                 |                 |                 |                 |
| 2                  | Curro Torres         | Valence CF           | 4 (0)           | 27 décembre 1976  | 1               | 0               | 0               | 0               | 0               |
| 3                  | Juanfran             | Celta Vigo           | 7 (0)           | 15 juillet 1976   | 3               | 0               | 1               | 0               | 0               |
| 5                  | Carles Puyol         | FC Barcelone         | 8 (1)           | 13 avril 1978     | 4               | 0               | 0               | 0               | 0               |
| 6                  | Fernando Hierro      | Real Madrid CF       | 85 (27)         | 23 mars 1968      | 4               | 2               | 1               | 0               | 0               |
| 15                 | Enrique Romero       | Deportivo La Corogne | 3 (0)           | 23 juin 1971      | 3               | 0               | 0               | 0               | 0               |
| 20                 | Miguel Ángel Nadal   | RCD Majorque         | 58 (3)          | 28 juillet 1966   | 4               | 0               | 0               | 0               | 0               |
| Milieux de terrain |                      |                      |                 |                   |                 |                 |                 |                 |                 |
| 4                  | Iván Helguera        | Real Madrid CF       | 22 (2)          | 28 mars 1975      | 5               | 0               | 0               | 0               | 0               |
| 8                  | Rubén Baraja         | Valence CF           | 10 (3)          | 11 juillet 1975   | 4               | 0               | 2               | 0               | 0               |
| 14                 | David Albelda        | Valence CF           | 2 (0)           | 7 décembre 1974   | 2               | 0               | 0               | 0               | 0               |
| 16                 | Gaizka Mendieta      | SS Lazio             | 32 (7)          | 27 mars 1974      | 3               | 1               | 0               | 0               | 0               |
| 17                 | Juan Carlos Valerón  | Deportivo La Corogne | 21 (0)          | 17 juin 1975      | 4               | 1               | 1               | 0               | 0               |
| 18                 | Sergio González      | Deportivo La Corogne | 5 (0)           | 10 novembre 1976  | 1               | 0               | 0               | 0               | 0               |
| 19                 | Xavi Hernández       | FC Barcelone         | 3 (0)           | 25 janvier 1980   | 2               | 0               | 0               | 0               | 0               |
| 21                 | Luis Enrique         | FC Barcelone         | 57 (12)         | 8 mai 1970        | 5               | 0               | 0               | 0               | 0               |
| 22                 | Joaquín              | Betis                | 3 (0)           | 21 juillet 1981   | 2               | 0               | 0               | 0               | 0               |
| Attaquants         |                      |                      |                 |                   |                 |                 |                 |                 |                 |
| 7                  | Raúl                 | Real Madrid CF       | 51 (25)         | 27 juin 1977      | 4               | 3               | 0               | 0               | 0               |
| 9                  | Fernando Morientes   | Real Madrid CF       | 19 (14)         | 5 avril 1976      | 5               | 3               | 1               | 0               | 0               |
| 10                 | Diego Tristán        | Deportivo La Corogne | 7 (2)           | 5 janvier 1976    | 2               | 0               | 0               | 0               | 0               |
| 11                 | Javier de Pedro      | Real Sociedad        | 5 (1)           | 4 août 1973       | 4               | 0               | 1               | 0               | 0               |
| 12                 | Albert Luque         | RCD Majorque         | 0 (0)           | 11 mars 1978      | 3               | 0               | 0               | 0               | 0               |
| Sélectionneur      |                      |                      |                 |                   |                 |                 |                 |                 |                 |
|                    | José Antonio Camacho |                      |                 | 8 juin 1955       |                 |                 |                 |                 |                 |

 = capitaine --  Gardien de butDéfenseurMilieu de terrainAttaquantSélectionneur

Avec cinq joueurs sélectionnés, le Real Madrid CF est le club le plus représenté au sein de la sélection. Il est suivi par le Deportivo La Corogne avec quatre joueurs. Le FC Barcelone et le Valence CF sont chacun représentés par trois de leurs joueurs. Le RCD Majorque compte deux sélectionnés dans la Roja. Enfin, le Real Valladolid, Málaga CF, le Celta Vigo, le Betis et la Real Sociedad ont un de leurs footballeurs incoroporés dans l'équipe nationale. Un seul club étranger figure dans cette liste, la Lazio, où évolue Gaizka Mendieta.

## Compétition

### Premier tour
| Rang | Équipe         | Pts | J | G | N | P | Bp | Bc | Diff |
| ---- | -------------- | --- | - | - | - | - | -- | -- | ---- |
| 1    | Espagne        | 9   | 3 | 3 | 0 | 0 | 9  | 4  | +5   |
| 2    | Paraguay       | 4   | 3 | 1 | 1 | 1 | 6  | 6  | 0    |
| 3    | Afrique du Sud | 4   | 3 | 1 | 1 | 1 | 5  | 5  | 0    |
| 4    | Slovénie       | 0   | 3 | 0 | 0 | 3 | 2  | 7  | -5   |

| 2 juin 2002                             | Espagne                                   | 3 - 1   | Slovénie      | Gwangju World Cup Stadium, Gwangju               |                                                  |
| 20:30 UTC+9 · Historique des rencontres | Raúl 44e · Valerón 74e · Hierro 87e (pen) | (1 – 0) | Cimirotič 82e | Spectateurs : 28 598 Arbitrage : Mohamed Guezzaz | Spectateurs : 28 598 Arbitrage : Mohamed Guezzaz |
| 20:30 UTC+9 · Historique des rencontres | (Rapport)                                 |         |               | Spectateurs : 28 598 Arbitrage : Mohamed Guezzaz | Spectateurs : 28 598 Arbitrage : Mohamed Guezzaz |

| 7 juin 2002                             | Espagne                               | 3 - 1   | Paraguay        | Jeonju World Cup Stadium, Jeonju                   |                                                    |
| 18:00 UTC+9 · Historique des rencontres | Morientes 53e, 69e · Hierro 83e (pen) | (0 – 1) | Puyol 10e (csc) | Spectateurs : 24 000 Arbitrage : Gamal Al-Ghandour | Spectateurs : 24 000 Arbitrage : Gamal Al-Ghandour |
| 18:00 UTC+9 · Historique des rencontres | (Rapport)                             |         |                 | Spectateurs : 24 000 Arbitrage : Gamal Al-Ghandour | Spectateurs : 24 000 Arbitrage : Gamal Al-Ghandour |

| 12 juin 2002                            | Afrique du Sud            | 2 – 3   | Espagne                       | Daejeon World Cup Stadium, Daejeon         |                                            |
| 20:30 UTC+9 · Historique des rencontres | McCarthy 31e · Radebe 53e | (1 – 2) | Raúl 4e, 56e · Mendieta 45+1e | Spectateurs : 31 024 Arbitrage : Saad Mane | Spectateurs : 31 024 Arbitrage : Saad Mane |
| 20:30 UTC+9 · Historique des rencontres | (Rapport)                 |         |                               | Spectateurs : 31 024 Arbitrage : Saad Mane | Spectateurs : 31 024 Arbitrage : Saad Mane |

### Huitième de finale
En huitième de finale, l'Espagne est confrontée à la république d'Irlande. La république d'Irlande, au premier tour, a terminé à la deuxième place du Groupe E après avoir fait match nul contre Cameroun puis contre l'Allemagne et en battant l'Arabie saoudite. Le match est arbitré par Anders Frisk.
Lors du match, l'Espagne prend rapidement l'avantage grâce à un but de Fernando Morientes,. À l'heure de jeu, la république d'Irlande obtient un penalty concédé par Juanfran. Iker Casillas arrête le tir de Ian Harte. L'Espagne semble se satisfaire du score, comme en témoigne les sorties des attaquants Raúl et Morientes. En fin de match, un deuxième penalty est sifflé pour l'Irlande pour une faute de Hierro. Cette fois, Robbie Keane le marque obtenant ainsi les prolongations,. Aucun but n'est marqué pendant la prolongation. L'Espagne termine cependant le match à 10 en raison de la blessure de David Albelda, aucun changement n'étant alors plus possible,.
Il faut alors les tirs au but pour décider du vainqueur du match. Après deux penaltys réussis de Robbie Keane et de Fernando Hierro, le premier échec de la série de tirs est l’œuvre de Matt Holland dont la frappe heurte la barre transversale de Casillas,. Rubén Baraja donne l'avantage à l'Espagne. Casillas stoppe ensuite la tentative de David Connolly. Juanfran n'en profite pas en ratant sa cible. Casillas arrête ensuite son troisième penalty du match en bloquant le tir de Kevin Kilbane puis Juan Carlos Valerón tire sur le poteau droit de Shay Given,. Steve Finnan égalise à deux partout. Gaizka Mendieta offre la victoire à l'Espagne,. La Roja se qualifie ainsi pour le tour suivant.
| 16 juin 2002                            | Espagne                                         | 1 – 1 a.p.        | Irlande                                              | Suwon World Cup Stadium, Suwon                |                                               |
| 20:30 UTC+9 · Historique des rencontres | Morientes 8e                                    | (1 – 0)           | Robbie Keane 90e (pen.)                              | Spectateurs : 38 926 Arbitrage : Anders Frisk | Spectateurs : 38 926 Arbitrage : Anders Frisk |
| 20:30 UTC+9 · Historique des rencontres | (Rapport)                                       |                   |                                                      | Spectateurs : 38 926 Arbitrage : Anders Frisk | Spectateurs : 38 926 Arbitrage : Anders Frisk |
| 20:30 UTC+9 · Historique des rencontres | Hierro · Baraja · Juanfran · Valerón · Mendieta | Tirs au but 3 - 2 | Robbie Keane · Holland · Connolly · Kilbane · Finnan | Spectateurs : 38 926 Arbitrage : Anders Frisk | Spectateurs : 38 926 Arbitrage : Anders Frisk |

### Quart de finale
À la suite de sa victoire contre l'Irlande, José Antonio Camacho espère affronter l'Italie pour avoir un « arbitrage équitable ». Malheureusement pour lui, la Corée du Sud élimine l'Italie grâce au but en or. Le résultat du match est critiqué par les Italiens, qui se disent victimes d'erreur d'arbitrage, un but ayant été refusé pour un hors-jeu et Francesco Totti ayant été expulsé pendant la prolongation,. L'arbitre désigné pour ce match, l'Égyptien Gamal Al-Ghandour, a déjà arbitré la Roja lors du premier tour contre le Paraguay, sans qu'il y ait de problème.
Le match se déroule en l'absence de Raúl, blessé à l'adducteur pendant le huitième de finale. Après un bon début de la Corée du Sud, le match est ensuite dominé par la sélection espagnole. En début de seconde période, à la suite d'un corner, un but est refusé à l'Espagne pour une faute dans la surface coréenne. Au terme du temps réglementaire, le score étant toujours de 0 à 0, la prolongation est donc nécessaire pour départager les deux équipes. Dès la deuxième minute, Fernando Morientes pense donner la qualification à son équipe à la suite d'un centre de Joaquín. Cependant, l'arbitre, à tort, refuse le but, le ballon étant à ses yeux sorti au moment du centre. Quelques minutes plus tard, Morientes touche le poteau. La suite du match est marquée par des hors-jeu espagnols contestés.
Les deux équipes se départagent donc aux tirs au but. À ce jeu, ce sont les Coréens qui s'imposent 5 à 3, leur gardien arrêtant la frappe de Joaquín.
À la suite de ce match éclate une polémique sur l'arbitrage de Gamal Al-Ghandour. Ainsi, Ivan Helguera déclare : «  La sélection espagnole a bien joué, elle a marqué deux buts (refusés). Mais ce qui s'est passé ici, c'est un authentique vol! ». L'arbitrage fit penser à un arrangement en faveur des Sud-Coréens, cependant réfuté par la FIFA. Ghandour a d'ailleurs été accusé d’avoir reçu une voiture du vice-président de la FIFA, le Sud-Coréen Chung Mong-joon. Ces allégations poussèrent Ghandour à mettre un terme à sa carrière.
| 22 juin 2002                            | Espagne                          | 0 – 0 a.p.        | Corée du Sud                                                                  | Gwangju World Cup Stadium, Gwangju                 |                                                    |
| 15:30 UTC+9 · Historique des rencontres |                                  | (0 – 0)           |                                                                               | Spectateurs : 42 114 Arbitrage : Gamal Al-Ghandour | Spectateurs : 42 114 Arbitrage : Gamal Al-Ghandour |
| 15:30 UTC+9 · Historique des rencontres | (Rapport)                        |                   |                                                                               | Spectateurs : 42 114 Arbitrage : Gamal Al-Ghandour | Spectateurs : 42 114 Arbitrage : Gamal Al-Ghandour |
| 15:30 UTC+9 · Historique des rencontres | Hierro · Baraja · Xavi · Joaquín | Tirs au but 3 - 5 | Hwang Sun-hong · Park Ji-sung · Seol Ki-hyeon · Ahn Jung-hwan · Hong Myung-bo | Spectateurs : 42 114 Arbitrage : Gamal Al-Ghandour | Spectateurs : 42 114 Arbitrage : Gamal Al-Ghandour |

## L'après Coupe du monde
Fernando Hierro figure dans la All-star team de la Coupe du monde qui comporte seize joueurs. Iker Casillas et Joaquín figurent dans le groupe de 7 joueurs rajoutés en vue d'obtenir une liste de 23 joueurs. Le match contre la Corée du Sud est le dernier en sélection pour Fernando Hierro, Luis Enrique et Miguel Ángel Nadal.